# Shawn Crawford
Shawn Crawford (Van Wyck, 14 de janeiro de 1978) é um velocista norte-americano, campeão olímpico dos 200 m rasos em Atenas 2004.

## Biografia
Começou a ter sucesso no atletismo internacional ao ganhar a medalha de ouro dos 200 m no Campeonato Mundial de Atletismo em Pista Coberta de 2001, realizado em Lisboa, e a medalha de bronze no Campeonato Mundial de Atletismo de Edmonton, no mesmo ano, no Canadá.
Depois de dois anos medíocres causados pela falta de foco e seriedade nas competições, em que até estrelou shows de tv apostando corridas com zebras e girafas  Shawn voltou em grande forma em 2004, conquistando a prata nos 60 m do Mundial em Pista Coberta e classificando-se para Atenas na eliminatória americana nos 100 m e 200 m. Em junho do mesmo ano, fez sua melhor marca nos 100 m, 9s88, que lhe dava reais chances de medalha nesta prova em Atenas.
Em Atenas, porém, ele chegou em quarto lugar nos 100m, mas dias depois ganhou a medalha de ouro nos 200 m rasos com a marca de 19s79 e uma prata, no último dia de competição, integrando o revezamento 4X100 m dos Estados Unidos.
Nos Jogos Olímpicos de Pequim, em 2008, Crawford chegou em quarto nos 200 m, mas devido à desclassificação de dois atletas, o compatriota Wallace Spearmon e o curaçalino das Antilhas Holandesas Churandy Martina, por pisarem fora da raia na curva da pista, ele herdou a prata. Poucos dias após os Jogos, num gesto de esportividade e despreendimento, ele deu sua medalha de prata para Martina.

### Suspensão
Em abril de 2013, Crawford foi suspenso por dois anos de competições por se recusar a respeitar uma determinação da Agência Anti-Doping dos Estados Unidos (USADA), que determina que os atletas sempre informem  seu paradeiro – quando não podem ser regularmente encontrados em seus endereços conhecidos – para estarem disponíveis no caso de testes de doping fora de competições.